# Chiesa di San Rocco (San Polo dei Cavalieri)
La chiesa di San Rocco si trova a San Polo dei Cavalieri nella città metropolitana di Roma Capitale.

## Storia
È stata edificata nella 1ª metà del XVIII secolo come ringraziamento al santo per il miracolo del debellamento della peste del 1656.
Il 30 maggio 2005 dopo la messa, verso le 8 e 30 del mattino dei ladri rubano la tela dell'altare.
Il 16 agosto dello stesso anno la tela venne sostituita da una copia.

## Aspetto

### L'esterno
Il campanile è miserrimo e ad un'unica campana.
L'aspetto esterno è in stile romanico-rurale.

### L'interno
L'interno è grande poco più di una cappella ed è ad un'unica navata rettangolare con volta a botte con un arco a tutto sesto sorretto da pilastri separa la navata dall'abside separata dal presbiterio.
Nei pilastri vi sono 2 nicchie con la statue dell'Immacolata e di San Giuseppe con Bambino.
Sull'altare vi è un Sacro Cuore a mosaico.
Sia il mosaico che l'altare sono moderni.
In alto vi è una tela di anonimo raffigurante la Madonna seduta sulle ginocchia con in braccio il Bambin Gesù che tiene sulla sinistra un panno con dipinta questa chiesa, l'altra mano la protende verso il seno della madre.
Ai 2 lati sono raffigurati 2 santi (San Sebastiano martirizzato con le frecce ed un altro a tutt'oggi non ben identificato).
Unico affresco posto sulla volta è una colomba attorniata da angeli cherubini e raggi luminosi incorniciata da cui si dipartono altri raggi di luce affrescati.